# SUKIMASWITCH TOUR 2017 “re:Action”THE MOVIE for DELUXE
『SUKIMASWITCH TOUR 2017 “re:Action” THE MOVIE for DELUXE』は、スキマスイッチのライブBlu-ray、DVD。

## 解説
- 「SUKIMASWITCH TOUR 2017“re:Action”」のオリックス劇場での公演のライブ映像を収録。[1]
- スキマスイッチのオフィシャルファンクラブ「デラックス」の会員のみに販売された。[1]
- ゲストとして小田和正、KANが出演している。[1]

## バンドメンバー
| バンドメンバー | バンドメンバー           | バンドメンバー |
| -------------- | ------------------------ | -------------- |
| 大橋卓弥       | Vocal, Guitar            |                |
| 常田真太郎     | Piano, Keyboards, Chorus |                |
| 村石雅行       | Drums                    |                |
| 種子田健       | Bass                     |                |
| 石成正人       | Guitar, Chorus           |                |
| 浦清英         | Keyboards, Organ         |                |
| 松本智也       | Percussion, Chorus       |                |

## 収録内容
1. 君の話
2. 夏のコスモナウト
3. 種を蒔く人
4. ハナツ
5. Hello Especially
6. Ah Yeah!!
7. パラボラヴァ
8. 石コロDays
9. ズラチナルーカ
10. 奏(かなで) re:produced by スキマスイッチ
11. さよならエスケープ
12. ミスターカイト
13. キミドリ色の世界
14. キレイだ
15. Ah Yeah!!
16. トラベラーズ・ハイ
17. 君のとなり produced by 小田和正
18. 全力少年
19. 回奏パズル produced by KAN@ニトリ文化ホール（2017.6.29）
20. TOUR DOCUMENTARY & INTERVIEW